# Biathlon-Weltcup in Oslo 2024/25
Das Weltcupfinale der Biathlon-Saison 2024/25 fand traditionell auf dem Holmenkollen nordwestlich der norwegischen Hauptstadt Oslo statt. Die Wettkämpfe in der Holmenkollen nasjonalanlegg, dem Veranstaltungsort der Weltmeisterschaften 2016, wurden vom 17. bis 23. März 2025 ausgetragen.
Johannes und Tarjei Bø bestritten ihre letzten internationalen Wettkämpfe als aktive Biathleten. Aus diesem Grund wurde der Massenstart der Herren entgegen der ursprünglichen Planungen am Sonntagnachmittag nach dem Frauenrennen ausgetragen.

## Wettkampfprogramm
| Datum        | Männer    | Männer               | Frauen    | Frauen                |
| ------------ | --------- | -------------------- | --------- | --------------------- |
| Fr, 21.03.25 | 13:30 Uhr | Sprint (10 km)       | 16:15 Uhr | Sprint (7,5 km)       |
| Sa, 22.03.25 | 13:45 Uhr | Verfolgung (12,5 km) | 15:50 Uhr | Verfolgung (10 km)    |
| So, 23.03.25 | 15:40 Uhr | Massenstart (15 km)  | 13:15 Uhr | Massenstart (12,5 km) |

## Teilnehmende Nationen und Athleten
Wenn Klammern um die Zahl der Athleten stehen, hat dies zur Bedeutung, dass vom entsprechenden Verband mehr Athleten für das Weltcupwochenende nominiert worden waren, als Startplätze in den Einzelrennen für die Nation zur Verfügung standen.
| Nation                 | Anzahl               | Athlet | Athletin |
| Europa (26 Nationen)   | Europa (26 Nationen) | Europa (26 Nationen) | Europa (26 Nationen) |
| ---------------------- | -------------------- | --- | --- |
| Belgien                | 3+3                  | Florent Claude, Thierry Langer, Marek Mackels | Eve Bouvard, Maya Cloetens, Lotte Lie |
| Brasilien              | 1                    | | Gaia Brunello |
| Bulgarien              | 3+4                  | Wladimir Iliew, Wassil Saschew, Blagoj Todew | Lora Christowa, Walentina Dimitrowa, Marija Sdrawkowa, Milena Todorowa                                                                              |
| Dänemark               | 2                    | Jacob Weel Rosbo, Joachim Weel Rosbo | |
| Deutschland            | 8+7                  | Philipp Horn, Simon Kaiser, Johannes Kühn, Philipp Nawrath, Roman Rees, Danilo Riethmüller, Justus Strelow, David Zobel                                   | Selina Grotian, Franziska Preuß, Johanna Puff, Stefanie Scherer, Sophia Schneider, Julia Tannheimer, Anna Weidel                                    |
| Estland                | 4+4                  | Yaroslav Neverov, Kristo Siimer, Mehis Udam, Rene Zahkna                                                                                                  | Regina Ermits, Susan Külm, Johanna Talihärm, Tuuli Tomingas                                                                                         |
| Finnland               | 5+4                  | Arttu Heikkinen, Olli Hiidensalo, Otto Invenius, Jimi Klemettinen, Tero Seppälä                                                                           | Erika Jänkä, Noora Kaisa Keränen, Sonja Leinamo, Suvi Minkkinen                                                                                     |
| Frankreich             | 7+9                  | Émilien Claude, Fabien Claude, Quentin Fillon Maillet, Antonin Guigonnat, Émilien Jacquelin, Oscar Lombardot, Éric Perrot                                 | Camille Bened, Paula Botet, Justine Braisaz-Bouchet, Sophie Chauveau, Lou Jeanmonnot, Amandine Mengin, Océane Michelon, Jeanne Richard, Julia Simon |
| Griechenland           | 1                    | Apostolos Angelis | |
| Grönland               | 1                    | | Ukaleq Slettemark |
| Italien                | 5+7                  | Patrick Braunhofer, Daniele Cappellari, Tommaso Giacomel, Lukas Hofer, Nicola Romanin                                                                     | Hannah Auchentaller, Michela Carrara, Samuela Comola, Rebecca Passler, Martina Trabucchi, Dorothea Wierer, Linda Zingerle                           |
| Kroatien               | 2+1                  | Krešimir Crnković, Matija Legović | Anika Kožica |
| Lettland               | 4+4                  | Renārs Birkentāls, Rihards Lozbers, Edgars Mise, Aleksandrs Patrijuks                                                                                     | Baiba Bendika, Elza Bleidele, Sanita Buliņa, Estere Volfa                                                                                           |
| Litauen                | 3+3                  | Nikita Čigak, Maksim Fomin, Vytautas Strolia | Natalija Kočergina, Judita Traubaitė, Lidia Žurauskaitė                                                                                             |
| Moldau                 | 3+3                  | Pawel Magasejew, Maxim Makarow, Michail Ussow | Alla Ghilenko, Aljona Makarowa, Alina Stremous |
| Norwegen               | 9+7                  | Johannes Thingnes Bø, Tarjei Bø, Johannes Dale-Skjevdal, Isak Frey, Kasper Kalkenberg, Sturla Holm Lægreid, Vebjørn Sørum, Endre Strømsheim, Martin Uldal | Karoline Erdal, Ragnhild Femsteinevik, Marthe Kråkstad Johansen, Maren Kirkeeide, Karoline Offigstad Knotten, Ida Lien, Ingrid Landmark Tandrevold  |
| Österreich             | 5+5                  | Simon Eder, Patrick Jakob, David Komatz, Felix Leitner, Fabian Müllauer                                                                                   | Anna Andexer, Lisa Hauser, Lara Wagner, Lea Rothschopf, Tamara Steiner                                                                              |
| Polen                  | 4+5                  | Konrad Badacz, Jan Guńka, Wojciech Skorusa, Fabian Suchodolski                                                                                            | Daria Gembicka, Joanna Jakieła, Anna Mąka, Natalia Sidorowicz, Kamila Żuk                                                                           |
| Rumänien               | 4+3                  | George Buta, George Colțea, Raul Flore, Dmitri Schamajew                                                                                                  | Andreea Mezdrea, Jelena Tschirkowa, Anastassija Tolmatschowa                                                                                        |
| Schweden               | 6+6                  | Viktor Brandt, Jesper Nelin, Emil Nykvist, Martin Ponsiluoma, Sebastian Samuelsson, Malte Stefansson                                                      | Sara Andersson, Anna-Karin Heijdenberg, Anna Magnusson, Elvira Öberg, Hanna Öberg, Johanna Skottheim                                                |
| Schweiz                | 5+5                  | Joscha Burkhalter, Dajan Danuser, Niklas Hartweg, Gion Stalder, Sebastian Stalder                                                                         | Amy Baserga, Aita Gasparin, Elisa Gasparin, Lena Häcki-Groß, Lea Meier                                                                              |
| Slowakei               | 2+3                  | Jakub Borguľa, Artur Ischakov | Paulína Bátovská Fialková, Anastasiya Kuzmina, Mária Remeňová                                                                                       |
| Slowenien              | 4+3                  | Miha Dovžan, Jakov Fak, Lovro Planko, Toni Vidmar | Polona Klemenčič, Anamarija Lampič, Lena Repinc |
| Tschechien             | 5+5                  | Petr Hák, Vítězslav Hornig, Michal Krčmář, Jonáš Mareček, Tomáš Mikyska                                                                                   | Lucie Charvátová, Jessica Jislová, Heda Mikolášová, Ilona Plecháčová, Tereza Voborníková                                                            |
| Ukraine                | 4+5                  | Anton Dudtschenko, Taras Lessjuk, Witalij Mandsyn, Dmytro Pidrutschnyj                                                                                    | Chrystyna Dmytrenko, Julija Dschyma, Olena Horodna, Oleksandra Merkuschyna, Daryna Tschalyk                                                         |
| Vereinigtes Königreich | 1                    | | Shawna Pendry |
| Amerika (2 Nationen)   |                      | | |
| Kanada                 | 2+4                  | Zachary Connelly, Logan Pletz | Emma Lunder, Nadia Moser, Pascale Paradis, Benita Peiffer                                                                                           |
| Vereinigte Staaten     | 4+4                  | Jake Brown, Maxime Germain, Paul Schommer, Campbell Wright                                                                                                | Luci Anderson, Margie Freed, Deedra Irwin, Chloe Levins                                                                                             |
| Asien (3 Nationen)     |                      | | |
| Kasachstan             | 4+3                  | Kirill Bauer, Ässet Düissenow, Wladislaw Kirejew, Wadim Kurales                                                                                           | Jelisaweta Belezkaja, Arina Krjukowa, Aischa Rakischewa                                                                                             |
| Südkorea               | 1                    | | Jekaterina Awwakumowa |
| Volksrepublik China    | 2+2                  | Gu Cang, Yan Xingyuan | Meng Fanqi, Tang Jialin |
| Ozeanien (1 Nation)    |                      | | |
| Australien             | 1                    | | Darcie Morton |

## Ausgangslage
Im letzten Weltcup einer Saison werden immer, von den regulären Startplätzen unabhängig, zusätzliche Quotenplätze vergeben. Diese gelten für die Top 10 der Gesamtwertung des IBU-Cups (wer startet, entscheidet der Verband) und für die beiden erfolgreichsten Teilnehmer pro Geschlecht bei den Juniorenweltmeisterschaften, hier also die Debütanten Kasper Ågheim Kalkenberg und Amandine Mengin.
Als Führende der Gesamtwertung gingen vor dem letzten Wettkampfwochenende Sturla Holm Lægreid und Franziska Preuß an den Start. Während der Vorsprung von Lægreid auf den Zweitplatzierten Johannes Thingnes Bø durch dessen Abwesenheit beim letzten Wettkampf schon auf über 100 Punkte angewachsen war, trennten Preuß und Lou Jeanmonnot lediglich 20 Punkte.
Die zusätzlichen IBU-Cup-Startplätze im norwegischen Team hatten Karoline Erdal, Isak Frey und Johannes Dale-Skjevdal erhalten. Bei den Schweden hatte Ella Halvarsson auf einen Start verzichtet, Frankreich hatte Guigonnat und Lombardot im Team behalten und so bei den Herren alle sieben Startplätze genutzt. Im Damenfeld feierte die IBU-Cup-Gesamtsiegerin Camille Bened und, wie erwähnt, Amandine Mengin, ihr Weltcupdebüt, zudem war Paula Botet zurück im Aufgebot. Die zusätzlichen Plätze für den deutschen Verband waren an Simon Kaiser, den wiedergekehrten Philipp Horn, Anna Weidel und Stefanie Scherer gegangen. Österreich stellte mit Lara Wagner anstelle Anna Juppes eine Weltcupdebütantin, zudem startete Fabian Müllauer anstatt Fredrik Mühlbacher. Im Schweizer Team waren Gion Stalder und Lea Meier zurück, sie ersetzten Arnaud Du Pasquier und Susi Meinen. Italien hatte wie Deutschland sieben Startplätze pro Geschlecht zur Verfügung. Im Herrenfeld debütierte der 31-jährige Nicola Romanin, im Damenteam war Rebecca Passler zurück im Aufgebot.
Der Lette Rihards Lozbers gab beim Sprintrennen an seinem 16. Geburtstag sein Weltcupdebüt. Damit war er nach Ville Matti Rautio im März 1996 der zweitjüngste männliche Debütant der Geschichte. Gleichzeitig war er der erste Weltcupathlet des Jahrganges 2009 und der erste Athlet im Alter von 17 Jahren oder darunter seit Victor Pînzaru bei der WM 2009 in Pyeongchang.

## Ergebnisse
| 9. Weltcup in Oslo, 17. bis 23. März 2024 | 9. Weltcup in Oslo, 17. bis 23. März 2024 | 9. Weltcup in Oslo, 17. bis 23. März 2024 | 9. Weltcup in Oslo, 17. bis 23. März 2024 | 9. Weltcup in Oslo, 17. bis 23. März 2024 |
| ----------------------------------------- | ----------------------------------------- | ----------------------------------------- | ----------------------------------------- | ----------------------------------------- |
| Datum                                     | Disziplin                                 | Erster Platz                              | Zweiter Platz                             | Dritter Platz                             |
| 21. März 2025 (Fr.)                       | Sprint (10 km)                            | Johannes Thingnes Bø                      | Sturla Holm Lægreid                       | Johannes Dale-Skjevdal                    |
| 21. März 2025 (Fr.)                       | Sprint (7,5 km)                           | Franziska Preuß                           | Lou Jeanmonnot                            | Suvi Minkkinen                            |
| 22. März 2025 (Sa.)                       | Verfolgung (12,5 km)                      | Sturla Holm Lægreid                       | Johannes Thingnes Bø                      | Quentin Fillon Maillet                    |
| 22. März 2025 (Sa.)                       | Verfolgung (10 km)                        | Lou Jeanmonnot                            | Elvira Öberg                              | Lena Häcki-Groß                           |
| 23. März 2025 (So.)                       | Massenstart (12,5 km)                     | Franziska Preuß                           | Elvira Öberg                              | Lou Jeanmonnot                            |
| 23. März 2025 (So.)                       | Massenstart (15 km)                       | Sebastian Samuelsson                      | Éric Perrot                               | Endre Strømsheim                          |

## Verlauf

### Sprint

#### Männer
Start: Freitag, 21. März 2025, 13:30 Uhr
| Platz | Sportler               | Zeit        | Schießfehler |
| ----- | ---------------------- | ----------- | ------------ |
| 1     | Johannes Thingnes Bø   | 24:49,5 min | 0+0          |
| 2     | Sturla Holm Lægreid    | +25,7       | 0+0          |
| 3     | Johannes Dale-Skjevdal | +36,7       | 0+1          |
| 4     | Isak Frey              | +46,6       | 0+1          |
| 5     | Vebjørn Sørum          | +59,8       | 1+1          |
| 6     | Tommaso Giacomel       | +1:01,1     | 1+1          |
| 7     | Quentin Fillon Maillet | +1:05,4     | 2+0          |
| 8     | Justus Strelow         | +1:14,4     | 0+0          |
| 9     | Émilien Claude         | +1:18,8     | 0+0          |
| 10    | Endre Strømsheim       | +1:21,9     | 1+1          |
| 0     |                        |             |              |
| 14    | Roman Rees             | +1:32,4     | 0+1          |
| 16    | Philipp Nawrath        | +1:36,5     | 0+2          |
| 18    | Philipp Horn           | +1:41,1     | 1+1          |
| 22    | Niklas Hartweg         | +1:49,4     | 0+1          |
| 25    | Johannes Kühn          | +1:51,9     | 0+3          |
| 27    | Lukas Hofer            | +1:54,1     | 1+1          |
| 28    | David Komatz           | +1:54,9     | 0+0          |
| 30    | David Zobel            | +1:58,2     | 0+2          |
| 31    | Fabian Müllauer        | +1:59,1     | 1+0          |
| 37    | Patrick Braunhofer     | +2:12,3     | 0+0          |
| 38    | Florent Claude         | +2:13,6     | 0+1          |
| 39    | Daniele Cappellari     | +2:14,0     | 0+1          |
| 41    | Sebastian Stalder      | +2:16,8     | 0+1          |
| 47    | Simon Kaiser           | +2:20,7     | 1+2          |
| 49    | Simon Eder             | +2:21,8     | 0+1          |
| 50    | Thierry Langer         | +2:24,3     | 1+1          |
| 62    | Danilo Riethmüller     | +2:42,5     | 1+3          |
| 65    | Dajan Danuser          | +2:58,1     | 1+2          |
| 67    | Nicola Romanin         | +3:04,6     | 0+2          |
| 68    | Joscha Burkhalter      | +3:08,9     | 2+1          |
| 73    | Marek Mackels          | +3:22,6     | 0+1          |
| 88    | Felix Leitner          | +4:15,6     | 0+3          |
| 90    | Gion Stalder           | +4:19,4     | 2+0          |
| 97    | Patrick Jakob          | +4:38,0     | 2+2          |

Gemeldet: 110 
 Nicht am Start: 4
In seinem 100. und letzten Sprintrennen seiner Karriere gelang Johannes Thingnes Bø mit der schnellsten Kurszeit sein 40. Sieg in dieser Disziplin. Dahinter klassierten sich auf den Siegerehrungsrängen bis auf Giacomel ausschließlich Norweger, besonders Isak Frey zeigte hier mit Rang vier und seinem damit besten Karriereergebnis auf. Mehrere Athleten liefen zu teilweise überraschend guten Ergebnissen. Vytautas Strolia (12.) und Roman Rees (14.) erzielten ihr bestes Saison-, Viktor Brandt mit Platz 14 sein bestes Karriereresultat. Fabian Müllauer (31.) und Petr Hák (35.) gewannen ihre ersten Weltcuppunkte.

#### Frauen
Start: Freitag, 21. März 2025, 16:15 Uhr
| Platz | Sportler            | Zeit        | Schießfehler |
| ----- | ------------------- | ----------- | ------------ |
| 1     | Franziska Preuß     | 20:57,2 min | 0+0          |
| 2     | Lou Jeanmonnot      | +0,2        | 0+0          |
| 3     | Suvi Minkkinen      | +21,9       | 0+0          |
| 4     | Ida Lien            | +29,4       | 0+0          |
| 5     | Julia Simon         | +31,9       | 0+0          |
| 6     | Amy Baserga         | +42,1       | 0+0          |
| 7     | Lena Häcki-Groß     | +44,4       | 1+0          |
| 8     | Hanna Öberg         | +45,8       | 1+1          |
| 9     | Milena Todorowa     | +47,4       | 0+0          |
| 10    | Aita Gasparin       | +47,7       | 0+0          |
| 0     |                     |             |              |
| 21    | Lotte Lie           | +1:11,6     | 0+0          |
| 24    | Michela Carrara     | +1:19,0     | 1+1          |
| 27    | Sophia Schneider    | +1:21,8     | 0+1          |
| 28    | Anna Andexer        | +1:22,3     | 0+1          |
| 31    | Lea Rothschopf      | +1:24,1     | 0+0          |
| 35    | Dorothea Wierer     | +1:25,8     | 1+0          |
| 37    | Julia Tannheimer    | +1:29,0     | 1+0          |
| 38    | Elisa Gasparin      | +1:29,7     | 0+1          |
| 41    | Samuela Comola      | +1:31,0     | 1+0          |
| 42    | Lisa Hauser         | +1:31,6     | 1+1          |
| 43    | Johanna Puff        | +1:31,7     | 0+1          |
| 48    | Stefanie Scherer    | +1:37,2     | 0+0          |
| 50    | Anna Weidel         | +1:39,5     | 0+1          |
| 61    | Linda Zingerle      | +1:55,3     | 0+1          |
| 63    | Tamara Steiner      | +2:02,5     | 0+1          |
| 69    | Selina Grotian      | +2:11,2     | 1+0          |
| 74    | Martina Trabucchi   | +2:16,1     | 0+1          |
| 77    | Hannah Auchentaller | +2:23,8     | 3+0          |
| 78    | Maya Cloetens       | +2:24,5     | 1+0          |
| 82    | Lea Meier           | +2:32,0     | 1+1          |
| 91    | Eve Bouvard         | +3:00,7     | 3+0          |
| 93    | Rebecca Passler     | +3:07,1     | 3+1          |
| 96    | Lara Wagner         | +3:10,5     | 0+0          |

Gemeldet: 115 
 Nicht am Start: 3 
 Nicht beendet:  Marija Sdrawkowa
Mit 60 Athletinnen in 1:55 min war der Sprint in Oslo der zeitengste Sprint der Saison. Im Kampf um den Gewinn des Gesamtweltcups nahmen sich Franziska Preuß und Lou Jeanmonnot ein weiteres Mal nur wenige Punkte ab, Preuß schlug Jeanmonnot um zwei Zehntelsekunden und sicherte sich ihren fünften Weltcupsieg. Suvi Minkkinen sicherte sich ihren dritten Podestplatz, dahinter klassierten sich Lien, Simon und Baserga mit jeweils fehlerfreier Schießleistung unter den Top 6. Erstmals in der Geschichte klassierten sich drei Schweizerinnen unter den besten Zehn eines Weltcuprennens. Wie schon im Herrenwettkampf gab es einige Überraschungen; so belegte Camille Bened bei ihrem ersten Weltcuprennen Rang 13, auch Natalia Sidorowicz und Olena Horodna liefen unter die besten 15. Selina Grotian kam zu Sturz und erreichte den Verfolger nicht, die schnellste Kurszeit kam einmal mehr von Anamarija Lampič.

### Verfolgung

#### Männer
Start: Samstag, 22. März 2025, 13:45 Uhr
| Platz | Sportler               | Zeit        | Schießfehler |
| ----- | ---------------------- | ----------- | ------------ |
| 1     | Sturla Holm Lægreid    | 31:45,0 min | 0+0+0+0      |
| 2     | Johannes Thingnes Bø   | +15,5       | 1+1+0+1      |
| 3     | Quentin Fillon Maillet | +23,9       | 0+0+1+0      |
| 4     | Tommaso Giacomel       | +24,1       | 0+0+1+0      |
| 5     | Isak Frey              | +1:37,5     | 0+1+0+1      |
| 6     | Johannes Dale-Skjevdal | +1:46,4     | 0+0+2+2      |
| 7     | Sebastian Samuelsson   | +1:51,2     | 1+0+1+1      |
| 8     | Campbell Wright        | +1:55,9     | 0+2+0+0      |
| 9     | Viktor Brandt          | +2:00,9     | 0+0+0+1      |
| 10    | Philipp Nawrath        | +2:03,2     | 0+1+0+1      |
| 0     |                        |             |              |
| 16    | Justus Strelow         | +2:35,8     | 0+2+0+0      |
| 19    | Roman Rees             | +2:44,6     | 0+1+2+0      |
| 22    | David Komatz           | +3:11,0     | 1+0+0+1      |
| 26    | Johannes Kühn          | +3:13,1     | 0+1+1+3      |
| 28    | Simon Eder             | +3:15,9     | 0+0+2+0      |
| 30    | Philipp Horn           | +3:22,3     | 0+3+0+1      |
| 32    | Lukas Hofer            | +3:33,8     | 1+1+1+1      |
| 38    | Florent Claude         | +3:48,5     | 1+0+1+0      |
| 40    | Patrick Braunhofer     | +4:01,3     | 0+0+2+1      |
| 43    | Simon Kaiser           | +4:06,0     | 2+0+1+1      |
| 44    | Thierry Langer         | +4:16,3     | 0+1+2+1      |
| 48    | David Zobel            | +4:42,9     | 2+0+0+3      |
| 50    | Daniele Cappellari     | +4:54,0     | 0+1+1+2      |
| 52    | Sebastian Stalder      | +5:12,8     | 2+0+2+1      |
| 53    | Fabian Müllauer        | +5:42,9     | 1+1+2+3      |
| DNS   | Niklas Hartweg         |             |              |

Gemeldet: 60 
 Nicht am Start: 3
Die Entscheidung um den Wettkampfsieg sowie um die kleine und große Kristallkugel entschied sich erst beim letzten Schießen. Während Johannes Bø die letzte Scheibe verpasste, traf Sturla Holm Lægreid und ging so ohne Konkurrenz auf die Schlussrunde, wonach er beide Wertungen für sich entschied. Quentin Fillon Maillet und Tommaso Giacomel liefen vom Start bis zur Ziellinie zusammen, am Ende konnte sich der Franzose im Zielsprint durchsetzen. Hinter Frey (zweitbestes Karriereresultat) und Dale-Skjevdal liefen Sebastian Samuelsson (Rang 29 auf 7; beste Kurszeit des Rennens) und Campbell Wright (Rang 34 auf 8) nach bemerkenswerten Aufholjagden die Ziellinie. Viktor Brandt lief erstmals in seiner Karriere in die Top 10, Philipp Nawrath belegte als bester Deutscher Rang 10. Seine ersten Weltcuppunkte gewann Jimi Klemettinen als 34., alle zwanzig Scheiben traf ausschließlich der Sieger des Rennens.

#### Frauen
Start: Samstag, 22. März 2025, 15:50 Uhr
| Platz | Sportler                  | Zeit        | Schießfehler |
| ----- | ------------------------- | ----------- | ------------ |
| 1     | Lou Jeanmonnot            | 30:16,9 min | 0+1+0+0      |
| 2     | Elvira Öberg              | +22,2       | 2+0+0+0      |
| 3     | Lena Häcki-Groß           | +24,2       | 1+0+1+0      |
| 4     | Ida Lien                  | +25,8       | 0+0+1+0      |
| 5     | Franziska Preuß           | +26,3       | 1+0+2+0      |
| 6     | Paulína Bátovská Fialková | +36,2       | 0+0+1+0      |
| 7     | Tereza Voborníková        | +37,0       | 0+0+0+0      |
| 8     | Suvi Minkkinen            | +39,7       | 1+1+0+0      |
| 9     | Samuela Comola            | +44,5       | 0+0+0+0      |
| 10    | Lisa Hauser               | +54,1       | 0+0+0+1      |
| 11    | Aita Gasparin             | +56,6       | 0+0+0+1      |
| 0     |                           |             |              |
| 13    | Amy Baserga               | +1:04,8     | 1+0+1+0      |
| 17    | Lotte Lie                 | +1:25,8     | 0+0+0+0      |
| 23    | Anna Weidel               | +1:56,8     | 0+0+1+0      |
| 28    | Anna Andexer              | +2:01,5     | 0+0+2+0      |
| 33    | Stefanie Scherer          | +2:21,8     | 0+0+0+0      |
| 36    | Dorothea Wierer           | +2:28,9     | 0+0+0+1      |
| 37    | Julia Tannheimer          | +2:29,1     | 1+2+1+0      |
| 40    | Sophia Schneider          | +2:39,7     | 0+1+1+2      |
| 43    | Michela Carrara           | +2:55,4     | 2+1+0+2      |
| 50    | Elisa Gasparin            | +3:35,6     | 1+1+0+1      |
| 53    | Lea Rothschopf            | +4:14,6     | 1+1+2+1      |
| 54    | Johanna Puff              | +4:15,4     | 2+1+1+0      |

Gemeldet: 60 
 Nicht am Start: 3
Mit ihrem achten Saisonsieg übernahm Lou Jeanmonnot vor dem letzten Saisonwettkampf mit fünf Punkten Vorsprung das gelbe Trikot von Franziska Preuß, die Rang fünf erreichte. Elvira Öberg meldete sich nach ihrer Krankheit stark zurück und belegte Platz zwei. Lena Häcki-Groß überzeugte auch in diesem Wettkampf und erreichte ihren ersten Podestplatz der Saison, Ida Lien belegte wie schon im Sprint Platz vier. Durch die sehr knappen Abstände im Sprintrennen gab es auch hier mehrere Aufholjagden. Die meisten Plätze machte Paulína Bátovská Fialková gut (Rang 44 auf 6), auch Tereza Voborníková (25 auf 7), Samuela Comola (41 auf 9), Lisa Hauser (42 auf 10), Jessica Jislová (60 auf 19), Justine Braisaz-Bouchet (40 auf 20), Anna Weidel (50 auf 23) und Johanna Skottheim (54 auf 26) kamen beispielsweise weit nach vorn. Alle zwanzig Scheiben trafen Voborníková, Comola, Lotte Lie (17.), Julija Dschyma (31.) und Stefanie Scherer (33.).
Elisa Gasparin und Emma Lunder bestritten das letzte Rennen ihrer Karriere.

### Massenstart

#### Frauen
Start: Sonntag, 23. März 2025, 13:15 Uhr
| Platz | Sportler                  | Zeit        | Schießfehler |
| ----- | ------------------------- | ----------- | ------------ |
| 1     | Franziska Preuß           | 38:23,8 min | 0+0+1+0      |
| 2     | Elvira Öberg              | +3,3        | 1+1+1+0      |
| 3     | Lou Jeanmonnot            | +11,7       | 1+0+0+0      |
| 4     | Océane Michelon           | +19,0       | 1+1+0+1      |
| 5     | Paula Botet               | +19,7       | 0+1+1+0      |
| 6     | Paulína Bátovská Fialková | +24,3       | 0+2+0+1      |
| 7     | Lisa Hauser               | +29,9       | 0+1+1+0      |
| 8     | Tereza Voborníková        | +34,4       | 0+2+0+0      |
| 9     | Natalia Sidorowicz        | +41,2       | 0+0+0+0      |
| 10    | Suvi Minkkinen            | +49,0       | 2+0+0+0      |
| 0     |                           |             |              |
| 14    | Amy Baserga               | +1:23,4     | 2+0+1+0      |
| 18    | Samuela Comola            | +1:52,8     | 0+1+1+2      |
| 22    | Lena Häcki-Groß           | +2:23,0     | 1+1+0+3      |
| 24    | Aita Gasparin             | +2:43,5     | 2+0+3+0      |
| 27    | Lotte Lie                 | +3:07,3     | 1+1+1+0      |
| 30    | Dorothea Wierer           | +6:03,1     | 1+3+3+1      |

Gemeldet und am Start: 30
Die Entscheidung um den Rennsieg und den Sieg der Weltcupgesamtwertung entschied sich zwischen Franziska Preuß und Lou Jeanmonnot nach fast parallelen Rennverläufen erst auf der Schlussrunde. Als Preuß sie in der drittletzten Kurve überholte, kam Jeanmonnot aus Eigenverschulden zu Fall und konnte daher mit der Deutschen keinen Zielsprint mehr absolvieren. Elvira Öberg holte auf der Schlussrunde zunächst 16 Sekunden auf die beiden Führenden auf und belegte zwischen Preuß und Jeanmonnot Platz zwei. Océane Michelon sicherte sich mit ihrem vierten Rang im letzten Wettkampf noch den Sieg in der U-23-Wertung, da Jeanne Richard nur Rang elf belegte. Paula Botet und Natalia Sidorowicz erzielten ihr jeweils zweitbestes Karriereergebnis, alle weiteren Athletinnen unter den besten Zehn bestätigten ihr Resultat aus dem Verfolgungswettkampf. Alle zwanzig Scheiben traf ausschließlich Natalia Sidorowicz, die schnellste Kurszeit kam von Elvira Öberg.

#### Männer
Start: Sonntag, 23. März 2025, 15:40 Uhr
| Platz | Sportler               | Zeit        | Schießfehler |
| ----- | ---------------------- | ----------- | ------------ |
| 1     | Sebastian Samuelsson   | 39:11,8 min | 0+0+1+0      |
| 2     | Éric Perrot            | +5,6        | 0+1+0+0      |
| 3     | Endre Strømsheim       | +9,3        | 0+0+0+0      |
| 4     | Sturla Holm Lægreid    | +21,1       | 0+1+0+0      |
| 5     | Quentin Fillon Maillet | +30,7       | 1+1+0+1      |
| 6     | Johannes Dale-Skjevdal | +40,9       | 0+0+0+0      |
| 7     | Johannes Thingnes Bø   | +41,1       | 1+1+1+1      |
| 8     | Tommaso Giacomel       | +1:13,7     | 3+0+0+0      |
| 9     | Isak Frey              | +1:18,5     | 0+0+0+1      |
| 10    | Vítězslav Hornig       | +1:21,1     | 1+0+1+0      |
| 0     |                        |             |              |
| 15    | Roman Rees             | +1:36,8     | 1+0+0+0      |
| 20    | Philipp Nawrath        | +2:36,3     | 0+0+2+1      |
| 22    | Danilo Riethmüller     | +2:48,3     | 2+0+0+1      |
| 27    | Justus Strelow         | +3:36,5     | 0+1+1+2      |
| 30    | Niklas Hartweg         | +7:30,0     | 2+0+4+2      |

Gemeldet und am Start: 30
Mit der zweitschnellsten Kurszeit des Rennens gewann Sebastian Samuelsson seinen zweiten Wettkampf der Saison und ersten Weltcupwettkampf im Massenstart. Éric Perrot belegte Rang zwei, Endre Strømsheim schlug Sturla Holm Lægreid am letzten Anstieg deutlich und komplettierte somit das Podest. Jakov Fak gewann den Zielsprint gegen Johannes Thingnes Bø und verhinderte somit die Teilnahme des Norwegers an der Siegerehrung. Große Überraschungen hatte der Wettkampf nicht zu bieten; die schnellste Kurszeit kam von Johannes Bø, alle Scheiben trafen Strømsheim und Fak.
Mit diesem Rennen beendeten Tarjei und Johannes Thingnes Bø ihre Laufbahn als Leistungssportler.

## Auswirkungen

### Auf den Gesamtweltcup
Als Folge der teilweise sehr knappen Wettkämpfe in Oslo gab es noch einige Bewegung in den Weltranglisten. Während sich Sturla Holm Lægreid spätestens mit dem Sieg in der Verfolgung uneinholbar den Gesamtweltcup gesichert hatte, fiel die Entscheidung um den Titel bei den Frauen erst auf der Schlussrunde des Massenstarts. Somit ist Lægreid der sechste norwegische Gesamtweltcupsieger bei den Männern, Franziska Preuß die sechste Deutsche bei den Damen. Auf dem dritten Rang der Endwertung gab es in Oslo keine Veränderungen mehr, diese gingen an Éric Perrot und Julia Simon.
Als bester deutscher Athlet belegte Philipp Nawrath am Ende der Saison Rang 14 der Gesamtwertung; kurz vor Justus Strelow, der 16. wurde. Philipp Horn (23.), Danilo Riethmüller (26.) und Johannes Kühn (32.) verpassten die Top 20 trotz anfänglich guter Leistungen, damit landeten sie deutlich hinter dem besten Italiener Tommaso Giacomel (Rang 6), dessen Landsleute Hofer und Bionaz nicht über die Plätze 33 und 43 hinauskamen. Als deutlich bester Schweizer lag Niklas Hartweg auf Platz 18 der Gesamtwertung, seine Landsmänner Burkhalter, Stalder und Finello folgten auf Platz 37, 41 und 42. Bester der erneut eher durchschnittlich agierenden österreichischen Mannschaft war einmal mehr Simon Eder (36.), zwei Plätze dahinter reihte sich Thierry Langer als bester Belgier ein.
Bei den Damen überzeugten aus deutschsprachiger Sicht neben der Gesamtweltcupsiegerin vor allem Selina Grotian und Lisa Hauser, die Rang 9 und 11 in der Endwertung belegten. Dorothea Wierer erreichte als beste Italienerin Platz 13, drei Ränge dahinter klassierte sich Amy Baserga als beste Schweizerin ein. Mit Lena Häcki-Groß (19.) und Aita Gasparin (26.) folgten weitere Schweizerinnen unter den besten 30, Samuela Comola schloss die Saison als zweitbeste Italienerin auf Weltranglistenplatz 30 ab. Neben den genannten Athletinnen wurde Lotte Lie als beste Belgierin 21., Vanessa Voigt wurde trotz ihres frühen Saisonendes 24. Julia Tannheimer schloss ihre erste komplette Weltcupsaison auf dem 31. Platz ab.
| Rang | Name                   | Punkte | Siege | Verän- derung |
| ---- | ---------------------- | ------ | ----- | ------------- |
| 1    | Sturla Holm Lægreid    | 1291   | 3     |               |
| 2    | Johannes Thingnes Bø   | 1173   | 4     |               |
| 3    | Éric Perrot            | 926    | 2     |               |
| 4    | Sebastian Samuelsson   | 875    | 2     |               |
| 5    | Quentin Fillon Maillet | 862    | 1     |               |
| 6    | Tommaso Giacomel       | 827    | 1     |               |
| 7    | Émilien Jacquelin      | 777    | 2     |               |
| 8    | Tarjei Bø              | 679    | 2     |               |
| 9    | Vebjørn Sørum          | 651    | 1     |               |
| 10   | Jakov Fak              | 618    | 1     |               |

| Rang | Name                    | Punkte | Siege | Verän- derung |
| ---- | ----------------------- | ------ | ----- | ------------- |
| 1    | Franziska Preuß         | 1278   | 4     |               |
| 2    | Lou Jeanmonnot          | 1258   | 7     |               |
| 3    | Julia Simon             | 902    | 1     |               |
| 4    | Elvira Öberg            | 761    | 2     |               |
| 5    | Océane Michelon         | 760    | 0     |               |
| 6    | Jeanne Richard          | 755    | 0     |               |
| 7    | Suvi Minkkinen          | 694    | 0     |               |
| 8    | Justine Braisaz-Bouchet | 657    | 1     |               |
| 9    | Selina Grotian          | 640    | 1     |               |
| 10   | Maren Kirkeeide         | 548    | 0     |               |

### Auf den Sprintweltcup
Die Kristallkugel für den Sprintbewerb lag schon vor dem letzten Wettkampf einigermaßen sicher in den Händen von Johannes Thingnes Bø, mit seinem Sieg sicherte er diese schließlich ab. Am Ende lag er 51 Punkte vor Sturla Holm Lægreid und über 100 Punkte vor Émilien Jacquelin. Tommaso Giacomel erreichte mit Rang fünf als einziger teils deutschsprachiger Athlet ein einstelliges Ergebnis, Philipp Nawrath belegte Rang 10. Unter den Top 20 befanden sich aus deutschsprachiger Sicht Philipp Horn (16.) und der beste Schweizer Niklas Hartweg (18.), die besten Athleten der übrigen teils deutschsprachigen Nationen waren David Komatz (34.) und Thierry Langer (43.).
Bei den Damen sicherte sich Franziska Preuß souverän zum ersten Mal die Sprintwertung, am Ende hatte sie 78 Punkte Vorsprung vor Lou Jeanmonnot. Dritte wurde Weltmeisterin Justine Braisaz-Bouchet. Suvi Minkkinen klassierte sich als Vierte, beste deutschsprachige Athletinnen waren Selina Grotian (6.) und Dorothea Wierer (9.). Unter den Top 20 schlossen Lisa Hauser (18.) und Amy Baserga (19.) die Saison ab; Lotte Lie wurde als beste Belgierin 26.

### Auf den Verfolgungsweltcup
Im Kampf um die kleine Kristallkugel für die Verfolgung musste Sturla Holm Lægreid gewinnen, sollte sein Landsmann Johannes Bø Rang zwei belegen. Da diese Konstellation eintrat, gewann Lægreid trotz Punktgleichstand mit dem Vorteil dreier Disziplinensiege gegenüber derer zwei von Bø die Wertung. Das Podest schloss Sebastian Samuelsson ab, direkt dahinter folgte Tommaso Giacomel. Bester Deutscher wurde Philipp Nawrath auf Rang 12; auch Niklas Hartweg (16.), Justus Strelow (17.) und Philipp Horn (19.) schlossen die Saison unter den besten 20 der Rangliste ab. Bester Österreicher wurde Simon Eder (28.), bester Belgier Thierry Langer (33.).
Die Entscheidung bei den Frauen war weniger umkämpft. Lou Jeanmonnot sicherte sich mit haushohem Vorsprung von fast 100 Punkten auf Julia Simon den Sieg in der Verfolgungswertung, Franziska Preuß folgte auf Rang drei. Unter den besten Zwanzig schlossen hier viele deutschsprachige Athletinnen den Winter ab; diese sind Grotian (6.), Hauser (11.), Voigt (12.), Wierer (13.), Häcki-Groß (14.), Baserga (17.), Aita Gasparin (18.) und Lie (19.).

### Auf den Massenstartweltcup
Die Massenstartwertung bei den Männern konnte ebenfalls Sturla Holm Lægreid für sich entscheiden, dies aber mit lediglich einem einzigen Punkt Vorsprung auf den Zweitplatzierten in Oslo Éric Perrot. Das Podium komplettierte Quentin Fillon Maillet. Beste Athleten für die (teilweise) deutschsprachigen Länder waren Tommaso Giacomel (7.), Danilo Riethmüller – zeitweise Träger des roten Trikots als Disziplinführender (8.), Niklas Hartweg (23.), Thierry Langer (33.) und Simon Eder (47.), unter den besten Zwanzig befanden sich noch Nawrath und Strelow.
Die Massenstartwertung wurde mit dem letzten Saisonrennen nicht mehr wesentlich beeinflusst, lediglich Elvira Öberg überholte Jeanne Richard und belegte damit am Ende Rang drei. Davor sicherte sich Franziska Preuß eine weitere Kristallkugel, Lou Jeanmonnot erreichte Platz zwei. Selina Grotian und Lisa Hauser schlossen die Saison auf den Positionen sieben und neun ab, unter den Top 20 klassierten sich noch Dorothea Wierer (15.) und Lotte Lie (18.). Lena Häcki-Groß wurde als beste Schweizerin 21.

### Auf die Nationenwertung
Im Vergleich zum Vorjahr tauschten Österreich und die Ukraine bei den Herren die Anzahl der Startplätze, somit kann Österreich im Folgewinter seit langem nur vier Herren pro Wettkampf stellen. Bei den Damen bekam das Schweizer Team erstmals in der Geschichte sechs Startplätze, im Rennen um den fünften Startplatz tauschten Polen und Finnland im Vergleich zum Vorwinter die Plätze.
| Rang | Name        | Punkte | Siege |
| ---- | ----------- | ------ | ----- |
| 01   | Frankreich  | 9002   | 8     |
| 02   | Norwegen    | 8842   | 7     |
| 03   | Schweden    | 7862   | 3     |
| 04   | Deutschland | 7689   | 0     |
| 05   | Italien     | 6776   | 0     |
| 06   | Schweiz     | 6737   | 1     |
| 07   | Tschechien  | 6493   | 0     |
| 08   | Ukraine     | 6382   | 0     |
| 09   | Slowenien   | 6320   | 1     |
| 10   | Finnland    | 6095   | 1     |

| Rang | Name        | Punkte | Siege |
| ---- | ----------- | ------ | ----- |
| 01   | Frankreich  | 9060   | 7     |
| 02   | Schweden    | 8146   | 5     |
| 03   | Norwegen    | 8051   | 2     |
| 04   | Deutschland | 7967   | 4     |
| 05   | Schweiz     | 7066   | 1     |
| 06   | Italien     | 6758   | 0     |
| 07   | Österreich  | 6522   | 0     |
| 08   | Ukraine     | 6124   | 0     |
| 09   | Tschechien  | 6018   | 1     |
| 10   | Finnland    | 5782   | 1     |

### Auf die U-23-Wertung
Für den jeweils besten Athleten unter 23 Jahren vergibt die IBU während und nach der Saison ein blaues Trikot.
| Rang | Name               | Punkte | Siege | Position im Gesamtweltcup |
| ---- | ------------------ | ------ | ----- | ------------------------- |
| 01   | Campbell Wright    | 455    | 0     | 17                        |
| 02   | Witalij Mandsyn    | 230    | 0     | 31                        |
| 03   | Isak Frey          | 193    | 0     | 34                        |
| 04   | Jan Guńka          | 044    | 0     | 57                        |
| 05   | Fabian Suchodolski | 018    | 0     | 68                        |
| 06   | Konrad Badacz      | 017    | 0     | 70                        |
| 07   | Fabian Müllauer    | 010    | 0     | 75                        |
| 08   | Arttu Heikkinen    | 08     | 0     | 80                        |
| 09   | Jimi Klemettinen   | 07     | 0     | 83                        |
| 10   | Petr Hák           | 06     | 0     | 85                        |

| Rang | Name              | Punkte | Siege | Position im Gesamtweltcup |
| ---- | ----------------- | ------ | ----- | ------------------------- |
| 01   | Océane Michelon   | 760    | 0     | 5                         |
| 02   | Jeanne Richard    | 755    | 0     | 6                         |
| 03   | Selina Grotian    | 640    | 1     | 9                         |
| 04   | Maren Kirkeeide   | 548    | 0     | 10                        |
| 05   | Julia Tannheimer  | 232    | 0     | 31                        |
| 06   | Maya Cloetens     | 203    | 0     | 35                        |
| 07   | Sara Andersson    | 199    | 0     | 37                        |
| 08   | Martina Trabucchi | 096    | 0     | 49                        |
| 09   | Olena Horodna     | 084    | 0     | 51                        |
| 10   | Gro Randby        | 076    | 0     | 56                        |

## Debütanten
Folgende Athleten nahmen zum ersten Mal an einem Biathlon-Weltcup teil. Dabei kann es sich sowohl um Individualrennen, als auch um Staffelrennen handeln.
| Männer            | Frauen           |
| ----------------- | ---------------- |
| Nicola Romanin    | ( Gaia Brunello) |
| Rihards Lozbers   | Camille Bened    |
| Kasper Kalkenberg | Amandine Mengin  |
| Petr Hák          | Lara Wagner      |

Brunello nahm bereits an den Weltmeisterschaften teil und ist deshalb in Klammern geführt.